# Bidi

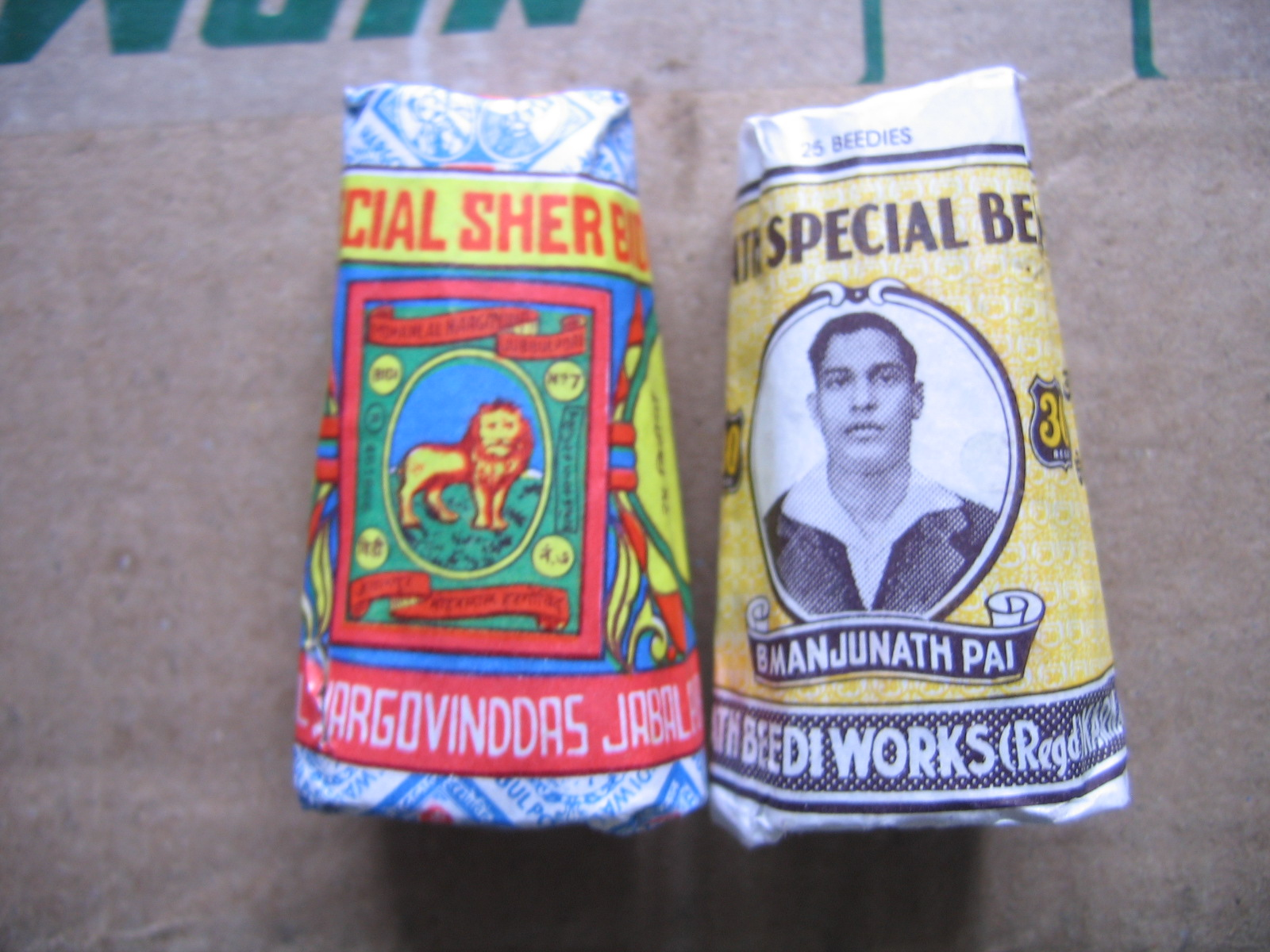
Förpackningar med Bidi

Bidi är en typ av cigarett som härstammar från Indien. En bidi består av tobak inrullat i tendublad. Det finns också olika smaker utöver den vanliga tobaksmaken såsom vanilj, jordgubb, lakrits, kanel och choklad med flera. Det finns även en örtbidi utan tobak. 
Bidi har funnits i Indien sedan 1600-talet, då tobaken kom dit. I Indien röks 800 miljarder bidier om året. Även i de intilliggande länderna Bangladesh, Pakistan, Afghanistan, Sri Lanka och Kambodja röks det mycket bidi. Men det är inte bara i Asien det röks bidi. Även i USA förekommer det i stor skala. Enligt en undersökning som gjordes av The Associated Press på en högstadieskola i San Francisco 1999 hade 58 % av eleverna någon gång testat bidi.